# Лантратов, Сергей Сергеевич
Сергей Сергеевич Лантратов (род. 24 мая 1975) — российский хоккеист, нападающий, защитник. Мастер спорта Республики Беларусь. Тренер.

## Биография
Воспитанник новокузнецкого хоккея, первый тренер Анатолий Чурабаев. Старший сын хоккеиста С. П. Лантратова. Начинал играть нападающим, впоследствии стал защитником.
В сезоне 1991/92 дебютировал в команде перовй лиги «Металлург» Новокузнецк, проведя два матча. В следующем сезоне играл за «Шахтёр» Прокопьевск. В сезоне
1993/94 выступал за «Металлург» Новокузнецк, «Металлург-2» и «Шахтёр». В сезоне 1994/95 играл за «Динамо» Москва и «Динамо-2». В сезоне 1995/96 и начале следующего сезона выступал за «Металлург-2».
В сезонах 1996/97 — 2002/03 играл за белорусский «Неман» Гродно, в составе которого был трёхкратным чемпионом и трехкратным обладателем Кубка Белоруссии. Неоднократный призер Белоруссии и Восточно-Европейской хоккейной лиги.
Вернувшись в Россию, играл за клубы «Ижсталь» и «Ижсталь-2» (2003/04), «Десна» / «Брянск» (2004/05, 2007/08 — 2008/09), «Алтай» (Североморск, 2005—2007, чемпионат Мурманской области), «Славутич» Смоленск (2010/11).
С 2011 года — тренер ХК «Неман-2».
Брат Владислав (род. 1983) — хоккеист и тренер.